# Zaire nos Jogos Olímpicos de Verão de 1992
Zaire (atualmente chamado República Democrática do Congo) competiu nos Jogos Olímpicos de Verão de 1992 em Barcelona, Espanha.

## Resultados por Evento

### Atletismo
5.000m masculino
- Mwenze Kalombo
  - Eliminatória — não começou (→ não avançou)

Revezamento 4x400m masculino
- Ilunga Kafila, Luasa Batungile, Kaleka Mutoke, e Shintu Kibambe
  - Eliminatória — 3:21.91 (→ não avançou, 21º lugar)

Maratona masculina
- Mwenze Kalombo — 2:23.47 (→ 50º lugar)

Maratona feminina
- Bakombo Kungu — 3:29.10 (→ 37º lugar)